# Folsom (Louisiana)
lsom ist ein Village im St. Tammany Parish, Louisiana, in den Vereinigten Staaten. Das U.S. Census Bureau hat bei der Volkszählung 2020 eine Einwohnerzahl von 769 ermittelt.
Der Ort ist nach der Ehefrau von Grover Cleveland, Frances Cornelia Folsom Cleveland-Preston benannt und ist der Geburtsort von Werly Fairburn, einem Country- und Rockabilly-Sänger.

## Geografie
Nach Angaben des United States Census Bureau hat Folsom eine Gesamtfläche von 3,9 km².

## Demografie
Bei der Volkszählung aus dem Jahr 2000 gab es 142 Familien in 197 Haushalten mit insgesamt 525 Bewohnern. Es gibt 222 Wohngebäude, wobei durchschnittlich 56,0 Einheiten pro Quadratkilometer.
| Bevölkerungsverteilung | Bevölkerungsverteilung |
| ---------------------- | ---------------------- |
| 72,95 %                | Weiß                   |
| 24,95 %                | Afroamerikaner         |
| 3,43 %                 | Hispanics, Latino      |
| 1,14 %                 | 2 oder mehr Rassen     |
| 0,57 %                 | Indianer               |
| 0,38 %                 | Andere                 |

Von den 197 Haushalten haben 36 % Kinder unter 18 Jahre. 54,8 % der Bevölkerung sind verheiratet, 11,7 % sind alleinerziehende Mütter und in 27,9 % der Haushalte waren die Haushaltsmitglieder in keiner familiären Beziehung. 24,4 % der Haushalte bestehen aus Einzelpersonen und 10,7 % sind 65 Jahre oder älter. Durchschnittlich leben 2,66 Personen in einem Haushalt und die durchschnittliche Familiengröße ist 3,18. 27,2 % der Bevölkerung ist unter 18 Jahre alt, 8,6 % zwischen 18 und 24 Jahre, 30,1 % zwischen 24 und 44 Jahre, 22,7 % zwischen 45 und 64 und 11,4 % sind älter als 65 Jahre. Das Durchschnittsalter beträgt 36 Jahre. Auf 100 Frauen kommen 92,3 Männer. Auf 100 Frauen ab 18 Jahren kommen 91,0 Männer. Das mittlere Einkommen eines Haushaltes beträgt 33.889 US$, das mittlere Einkommen einer Familie liegt bei 42.500 US$. Männer haben ein mittleres Einkommen von 24.167 US$ wobei Frauen ein mittleres Einkommen von 19.250 US$ haben. Das Pro-Kopf-Einkommen beträgt 14.982 US$.
Über 13,6 % der Familien und 15,5 % der Bevölkerung leben unter der Armutsgrenze, inklusive 17,3 % im Alter von unter 18 Jahren und 8,3 % im Alter von 65 Jahren oder älter.